# Osprey (公司)
公司位于美国科羅拉多州，主要生产户外背包。
该公司由设计师迈克·普弗滕豪尔（Mike Pfotenhauer）和其妻子黛安·雷恩（Diane Wren）于1974年在加利福利亚州创建。公司于1990年迁至科罗拉多州多洛雷斯，又于1994年迁至科罗拉多州科尔特斯。2002年，公司开始将生产线转移到越南。2021年，公司被上市公司特洛伊的海伦以4.14 亿美元现金收购。在收购当年，公司约一半的销售额来自美国以外。